# Cabeza la Vaca
Cabeza la Vaca è un comune spagnolo di 1 610 abitanti situato nella comunità autonoma dell'Estremadura.